# Флаг Тывы
Государственный флаг Республики Тыва (тув. Тываның күрүне тугу) является государственным символом Республики Тыва. Принят Верховным Советом республики 17 сентября 1992 года.

## Описание
Описание флага, утверждённое законом Верховного Хурала Республики Тыва от 31 декабря 1996 года № 697 «О государственных символах Республики Тыва», гласило:
«Государственный флаг Республики Тыва представляет собой голубое прямоугольное полотнище. Со стороны древка из верхнего и нижнего углов флага исходят наклонные белые и голубые полосы. Голубые полосы образуют при соединении одну полосу, проходящую вдоль длины флага по его середине. Параллельно ей, сверху и снизу, проходят белые полосы.
Условный треугольник, образованный белыми полосами, исходящими из верхнего и нижнего углов флага и его левым краем, имеет золотой (жёлтый) цвет. Отношение ширины флага к его длине — 1:2».
8 февраля 2002 года был подписан закон Республики Тыва № 1302 «О государственном флаге Республики Тыва», принятый 30 января 2002 года Верховным Хуралом (парламентом) Республики Тыва, давший новое описание флага:
«Государственный флаг Республики Тыва представляет собой голубое прямоугольное полотнище. Со стороны древка, из верхнего и нижнего углов флага, исходят наклонные белые и голубые полосы. Голубые полосы образуют при соединении одну полосу, проходящую вдоль длины флага, по его середине. Параллельно ей, сверху и снизу, проходят белые полосы.
Условный треугольник, образованный белыми полосами, исходящими из верхнего и нижнего углов флага, и его левым краем, имеет золотой (жёлтый) цвет. Отношение ширины флага к его длине — 2:3.
Расстояние от края полотнища (со стороны древка) до пересечения белых полос равно 1/3 длины флага. Ширина голубых полос, исходящих из верхнего и нижнего углов флага, равна 1/18 ширины флага. Расстояние между наружными краями верхней и нижней белых полос, проходящих вдоль длины флага по его середине, равно 1/6 ширины флага».

## Символика
В государственных символах Республики Тыва (гербе и флаге) используются цвета голубой, белый и жёлтый (золотой).
Лазурно-голубой цвет символизирует чистое и бескрайнее небо, возвышенность целей народа, взаимоуважение и согласие в обществе, доблесть и отважность тувинцев. Этот цвет также почитаем и популярен у тюркских народов, к которым относится и тувинский народ. Белый цвет символизирует чистоту и благородство, открытость и самостоятельность, а также напоминает о традиционном напитке тувинцев — чае с молоком, который первым делом преподносят гостю, когда он входит в дом. Жёлто-золотой цвет символизирует богатство и справедливость, и в нём содержатся исторически сложившиеся традиционные религиозные убеждения (буддизм и шаманизм) титульной нации республики. Исходящие из верхнего и нижнего углов флага белые полосы символизируют основные реки, протекающие по территории республики — Бий-Хем и Каа-Хем, а образуемая ими белая полоса, идущая вдоль полотнища флага — Улуг-Хем (Енисей) — результат слияния двух первых в месте нахождения Кызыла.